# 김지연 (트라이애슬론 선수)
김지연(Ji Yeon Kim, 1990년 1월 22일 ~ )은 대한민국 여자 트라이애슬론 선수다.

## 경력
2023년 5월 항저우 아시안게임 대표 선발전 (스탠다드, 슈퍼스프린트) 모두 우승하며 국가대표가 되었고, 그해 8월 5일 부산 영도 트라이애슬론 월드컵에서 1시간 28초의 기록으로 41명중 24위, 국내 선수 중 1위를 기록하였다.
2022 항저우 아시안 게임에서 2시간 8분 24초의 기록으로 8위를 하였다.